# Konrad VII Biały

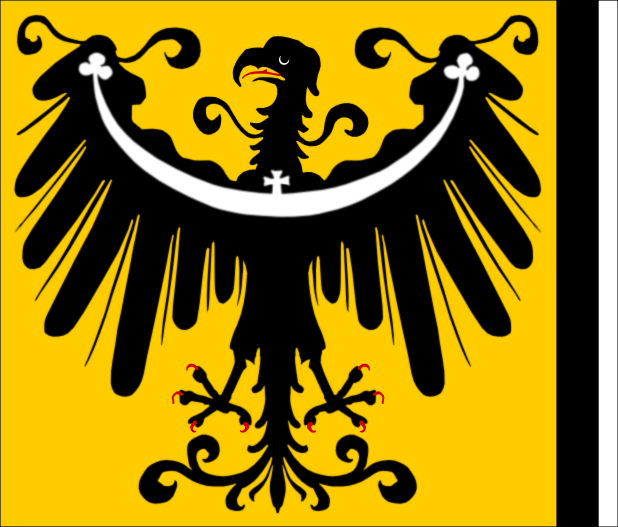
Chorągiew Konrada VII Białego, księcia oleśnickiego, zdobyta w bitwie pod Grunwaldem, według malunku z 1448 roku Banderii Prutenorum

Konrad VII Biały (ur. ok. 1390, zm. 14 lutego 1452 we Wrocławiu) – książę oleśnicki z dynastii Piastów. Syn księcia oleśnickiego i kozielskiego Konrada III Starego i Guty, której pochodzenie nie jest znane.

## Życiorys
W młodości przebywał na dworze królewskim w Krakowie, gdzie był paziem drugiej żony króla Władysława Jagiełły, Anny Cylejskiej. Zachowywał chwiejną postawę polityczną. Wbrew stanowisku swojego ojca w 1410 poparł zakon krzyżacki, biorąc udział w bitwie pod Grunwaldem, po której dostał się do niewoli. Po uwolnieniu wystąpił przeciwko Krzyżakom i w 1414 wsparł zbrojnie Królestwo Polskie w wojnie głodowej z zakonem, biorąc osobiście udział w kampanii u boku polskiego króla.
W wyniku podziału ojcowizny w 1416 został księciem kozielskim i bytomskim. W latach 1421–1439 dopuścił do współrządów brata Konrada V Kąckiego. Od 1439 sprawował rządy opiekuńcze w imieniu jego synów w Oleśnicy. Po śmierci Konrada VIII Młodego między 1444 a 1447 przejął władzę w Rudnej i Ścinawie. W 1449 po śmierci Małgorzaty, wdowy po Konradzie Kąckim, zawładnął także Wołowem.
Rok później został usunięty z posiadanych księstw, które przejęli synowie Konrada Kąckiego: Konrad IX Czarny i Konrad X Biały.

## Rodzina
Konrad Biały był dwukrotnie żonaty. Przed 2 lutego 1437 poślubił Katarzynę, której pochodzenie nie jest znane. Po jej śmierci przed 20 czerwca 1449 ożenił się przed 7 marca 1450 drugi raz z nieznaną bliżej kobietą. Zmarł bezpotomnie. Nie wiadomo, gdzie został pochowany. Prawdopodobnie spoczął w jednym z kościołów wrocławskich lub trzebnickich.